# Кінофільм (фільм, 1925)
«Кінофільм» (англ. The Movies) — американська короткометражна кінокомедія Роско Арбакла 1925 року.

## Сюжет
Сільський хлопець вирушає в місто, отримавши наказ від батьків триматися осторонь від кіно. Але якраз і потрапляє на зйомки фільму.

## У ролях
- Ллойд Гемілтон — сільський хлопець
- Марселла Дейлі — актриса
- Артур Талассо — лиходій
- Френк Джонассон — режисер
- Глен Кавендер — директор
- Роберт Броуер — батько
- Флоренс Лі — незначна роль